# Diomedes de Tarso

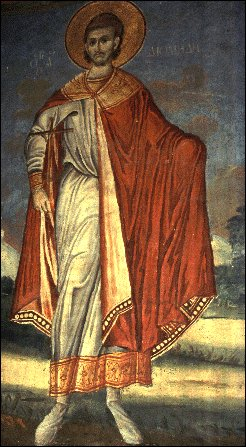

São Diomedes (Diomede) de Tarso (morte entre 298 e 311 d.C.) é um santo e mártir do Cristianismo, um dos chamados Santos não mercenários (língua grega Άγιοι Ανάργυροι) .  Nascido em Tarso, foi médico e um zeloso evangelizador que foi preso e decapitado sob o poder de Diocleciano em Niceia (hoje Iznik, Turquia.  Há uma lenda que “conta que quando sua cabeça foi levada ao imperador, todos os presentes foram cegados e que somente depois de seu corpo ter sido devolvido aos seus e esses oraram, a visão daqueles foi recuperada”.
Seu dia festivo é 16 de agosto e há um afresco dele no monastério sérvio de  Hilandar (em Monte Atos).  As Ilhas Diomedes têm seu nome derivado desse santo. Vitus Bering localizou essas ilhas em 16 de agosto de 1728, dia em que a Igreja Ortodoxa Russa celebra a memória de São Diomedes.

## Outro São Diomedes
Há outro São Diomedes, que é celebrado em 2 de setembro. Ele e Juliano, Felipe, Teodoro, Eutiquiano, Hesíquio,  Leônidas, Filadelfo, Menálipo e Pantágapes foram martirizado em data e local desconhecidos.  Todos foram executados de várias formas, tendo sido crucificados, mortos por afogamento, pela fogueira, decapitação.